# Pierre Nguyên Văn Nhon
Pierre Nguyên Văn Nhon (Đà Lạt, 1 april 1938) is een Vietnamees geestelijke en een kardinaal van de Rooms-Katholieke Kerk.
Nguyên Văn Nhon werd op 21 december 1967 priester gewijd. Op 11 oktober 1991 werd hij benoemd tot bisschop-coadjutor van Đà Lạt; zijn bisschopswijding vond plaats op 3 december 1991. Toen Barthélémy Nguyên Son Lâm op 23 maart 1994 overleed, volgde Nguyên Văn Nhon hem op als bisschop van Ðà Lat. Op 22 april 2010 volgde zijn benoeming tot aartsbisschop-coadjutor van Hanoi. Na het aftreden van Joseph Ngô Quang Kiêt op 13 mei 2010 volgde Nguyên Văn Nhon hem op als aartsbisschop van Hanoi.
Nguyên Văn Nhon werd tijdens het consistorie van 14 februari 2015 kardinaal gecreëerd. Hij kreeg de rang van kardinaal-priester. Zijn titelkerk werd de San Tommaso Apostolo.
Op 1 april 2018 verloor Nguyên Văn Nhon - in verband met het bereiken van de 80-jarige leeftijd - het recht om deel te nemen aan een toekomstig conclaaf.
Nguyên Văn Nhon ging op 17 november 2018 met emeritaat.